# Война языков
Война языков (ивр. מלחמת השפות‎; милхемет ха-сафот) — дебаты в османской Палестине о языке преподавания в еврейских школах, один из ключевых моментов возрождения языка иврит.

## Предыстория
К моменту оформления сионизма в качестве политической силы (созыв первого, базельского, конгресса в 1897 г.) перед Т. Герцлем и WZO (Всемирная сионистская организация) возникло огромное количество политических (государствообразующих) вопросов: территориальный («территориализм» или план Уганды); о светскости, форме правления и т. д. Одним из важнейших пунктов был образовательный (форма, содержание) и, главное, языковой вопрос общения ишува и олим хадашим (новых репатриантов).
Параллельно с этим, в Европе а затем и в США шло развитие литературы на иврите и, шире, создание современной культуры на иврите. Взгляду на иврит как на необходимую основу для строительства национальной еврейской культуры, гебраизму, противостоял идишизм. Сферой, где это противостояние выражалось наиболее ярко, был вопрос о языке преподавания в еврейской школе.

## До 1948 года
Со времён Первой алии (1881 г.) и до провозглашения 14 мая 1948 г. государства Израиль одним из важнейших вопросов, стоящих перед ишувом, был вопрос школьного, среднего и высшего светского образования детей репатриантов.
Главным камнем преткновения был вопрос о языке преподавания вследствие разноязыкости вновь прибывших, говоривших на русском, идише, польском, немецком и других языках, и отсутствия в иврите, ставшем общим языком ишува, терминологии медицинского, технического, юридического (светского) и т. п. характера.
Несмотря на подвижническую деятельность группы филологов, сплотившихся вокруг Элиэзера Бен-Йехуды по созданию новых учебников и постепенному появлению ивритоязычных учебных пособий (первым учебником стал изданный в 1909 году школьный учебник математики), преподавание в школах, средних учебных заведениях и в Технионе велось не только на иврите, но и на немецком, русском, французском языках, что приводило к огромному количеству проблем из-за терминологического непонимания разных специалистов. Иногда даже учителя школ не понимали друг друга.
Среди быстрорастущего еврейского населения ишува, начиная с 1910-х годов, всё больше и больше родителей и преподавателей, школьников и студентов, стали выступать за унификацию образования и за полный переход образования на иврит под лозунгом, провозглашённым Бен-Йехудой, «Иври, дабер иврит!» (русс. «Еврей, говори на иврите!»).
Одним из основных событий этой кампании стала дискуссия о языке преподавания в первом в Палестине техническом высшем учебном заведении — заложенном в 1912 году Технионе. Так как основателем института выступало общество немецких евреев «Эзра», в качестве языка преподавания предлагался немецкий. В 1913 году полемика о будущем языке преподавания вылилась в бурные демонстрации и митинги по всей стране‚ профсоюз учителей объявил забастовку, к которой присоединились ученики находившихся под патронажем общества «Эзра» школ; Элиэзер Бен-Иегуда предупреждал: если преподавание будет вестись на немецком языке‚ «кровь потечет по улицам». Попечители института в качестве компромисса предложили преподавать на иврите географию и историю‚ но все технические дисциплины — на немецком языке, бывшем в тот период языком науки. Было заявлено, что на иврите практически не существовало технических терминов. Бен-Иегуда написал в ответ: «В качестве автора „Словаря старого и нового иврита“… заявляю: преподавание научных предметов на иврите возможно! Если терминология на иврите недостаточно еще разработана‚ то это лишь вопрос времени‚ максимум год». В поддержку иврита выступил и главный раввин Хайфы, заявивший, что будущие выпускники Техниона‚ возможно, станут «строителями Третьего Храма‚ а Дом Божий не может быть построен на иностранном языке». Полемика была прервана Первой мировой войной. Когда в 1925 году, наконец, состоялось открытие Техниона, уже само собой подразумевалось‚ что преподавать будут только на иврите.
Впоследствии при содействии «Академии языка иврит» — нормативного филологического органа — всё израильское образование было унифицировано и переведено на иврит.

### В Российской империи
В Российской империи в начале двадцатого века в черте оседлости борьбу за возрождение иврита возглавил Владимир Жаботинский. Он пытался вводить преподавание иврита в еврейских школах, предлагая выделить для изучения иврита и еврейской истории две пятых учебного времени, пытался создать учебные заведения, где языком преподавания был иврит, но его начинания не встречали понимания у местного еврейского населения. Только среди сионистов Литвы, в Вильно, он отмечал, что помимо идиша, и иврит рассматривается как родной язык.

## В Израиле
В 1950-е гг. после Катастрофы (Шоа) и репатриации в Израиль выживших, в основном говорящих на идише польских, румынских и венгерских евреев, также встал вопрос об их языковой интеграции. В том числе под негласным запретом было использование слов идишского происхождения, идишской орфографии в написании имён, названий (в идише используется ивритский алфавит с некоторыми изменениями) в печатных изданиях и официальных документах. Даже книги Шолом-Алейхема издавались только в переводах на иврит.
В то же время со стороны государства всячески поощрялся полный переход на иврит (в том числе и в частной жизни), изменение написания (орфографии) имён (а зачастую и просто их смена). Известные примеры: Голда Меир, Давид Бен-Гурион, Моше Шарет.